# Emperador Kōkaku
L'emperador Kōkaku (光 格 天 皇) (Kyoto, 23 de setembre de 1771 - Kyoto, 11 de desembre de 1840) va ser el 119è emperador del Japó, segons la numeració tradicional de successió. Va regnar des del 16 de desembre de 1779 fins al 7 de maig de 1817, quan va abdicar a favor del seu fill Ayahito. El seu nom personal era Morohito (師 仁), però després se'l va canviar pel de Tomohito (兼 仁). El seu títol era Sachi-no-miya (祐 宮).

## Biografia
Kōkaku era el sisè fill del príncep Kan'in-no-miya Sukehito (閑 院 宮 典 仁), net de l'emperador Higashiyama. Com a fill més jove d'una branca del clan imperial, la casa de Kan'in, s'esperava que es dediqués al sacerdoci al temple de Shuugoin. Tanmateix, el 1779 el moribund emperador Go-Momozono, el seu cosí segon, el va adoptar quan era al seu llit de mort, malgrat no fos un shinnō (príncep imperial). Genealògicament parlant, Kōkaku va ser el fundador de la dinastia d'emperadors que hi ha actualment en el tron. L'emperador Kōkaku és, per tant, l'avantpassat directe de tots els emperadors del Japó, fins a l'actual monarca, Naruhito.

## Regnat

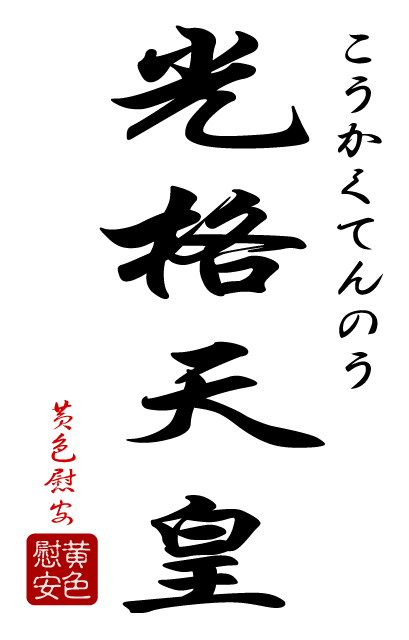
Cal·ligrafia de Kōkaku Tennō.

Durant el seu regnat, Kōkaku va intentar reafirmar part de l'autoritat imperial sobre el shōgun (o bakufu). Va intentar-ho implementant primer un programa de socors durant la Gran fam Tenmei, que no només va minar l'eficàcia del bakufu per tenir cura dels seus súbdits, sinó que sobretot va centrar l'atenció en la llar imperial. També es va interessar molt pels afers exteriors; es va mantenir informat sobre la disputa fronterera amb Rússia al nord, així com també va mantenir-se al dia en els coneixements sobre la moneda estrangera, xinesa i europea.
El nom de l'era de Tenmei (que significa "Alba") va ser creat per marcar l'entronització del nou emperador. L'era anterior es va acabar i la nova va començar quan hi havia l'An'ei 11, el 2n dia del 4t mes. En el seu primer any de regnat, Kōkaku va ser fonamental en la decisió de reviure velles cerimònies que involucraven l'antiga Cort Imperial, així com les que es van realitzar als santuaris d'Iwashimizu i Kamono.

### Reformes Kansei

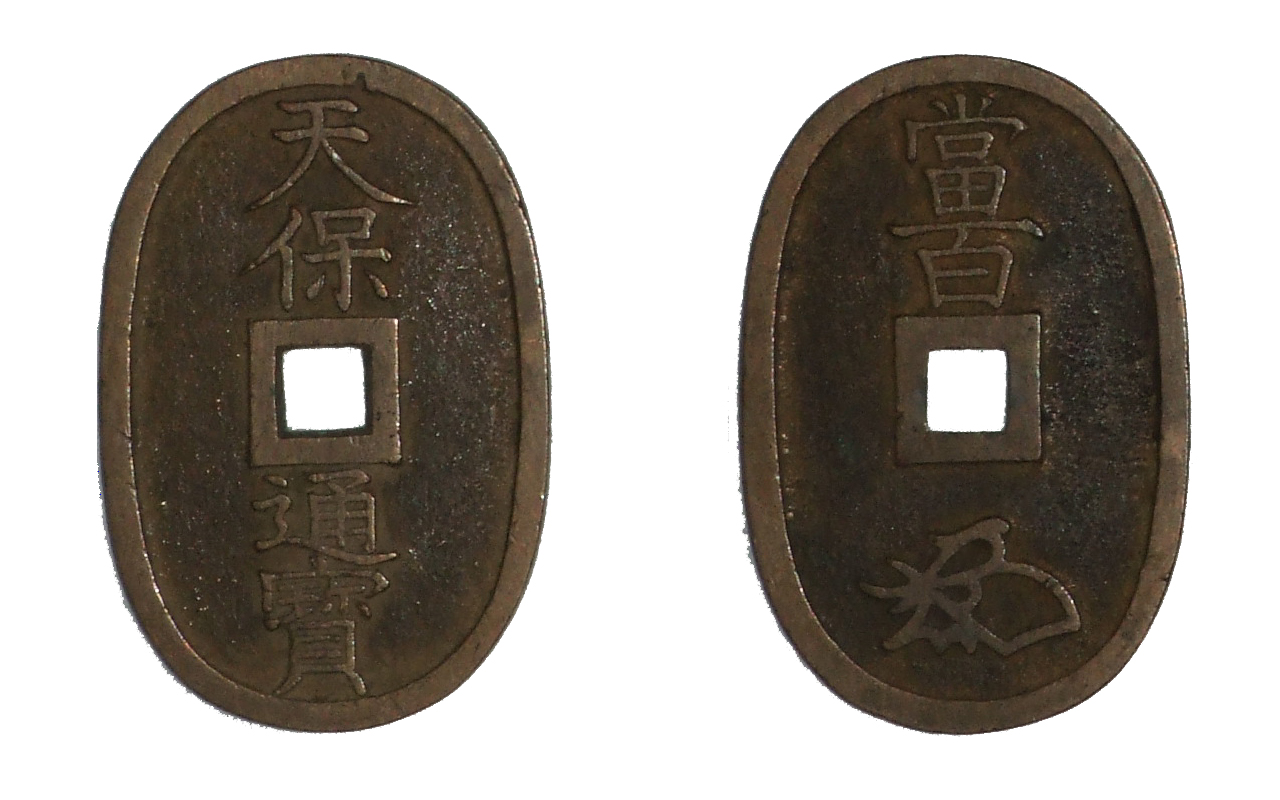
Moneda de l'emperador Kōkaku.

Les reformes de Kansei (寛 政 の 改革, Kansei no kaikaku) van ser una sèrie de canvis polítics destinats a guarir diversos problemes que s'havien anat desenvolupant des de mitjans del segle xviii amb el shogunat Tokugawa. Kansei fa referència al nengō (o nom de l'era japonesa) durant el qual es van produir aquestes reformes. Al final, les intervencions en el shogunat només van ser parcials. Factors com la fam, les inundacions i altres desastres, van agreujar algunes de les condicions que el shogun havia de millorar.
Aquest moviment reformista va estar acompanyat per uns altres tres durant el període Edo: les reformes Kyōhō (1716-1736), les reformes Tenpō de la dècada de 1830 i les Reformes Keiō (1866-1867).

## Abdicació i mort
En 1817 va abdicar en favor del seu fill, l'emperador Ninkō. El seu regnat va seguir a una era en la qual la majoria dels emperadors havien mort joves o els havien forçat a abdicar; Kōkaku va ser el primer monarca japonès que va romandre en el tron més enllà de l'edat de 40 anys des de l'abdicació de l'emperador Ōgimachi el 1586.
Kōkaku va ser enterrat al mausoleu imperial nochi no Tsukinowa no Higashiyama no misasagi (後 月 輪 東山 陵), que es troba a Sennyū-ji de Higashiyama-ku, Kyoto. L'emperadriu vídua Yoshiko també està enterrada en aquest mausoleu imperial.

## Eres del seu regnat
Els anys del regnat de Kōkaku s'identifiquen amb les següents eres o nengō:
- An'ei (1772-1781)
- Tenmei (1781-1789)
- Kansei (1789-1801)
- Kyōwa (1801-1804)
- Bunka (1804-1818)

## Núpcies i descendència
L'emperadriu Yoshiko va ser la consort de l'emperador. Era l'única filla de l'antic emperador Go-Momozono. Es va convertir formalment en l'emperadriu consort (chūgū) de l'emperador Kōkaku quan tenia 15 anys, després que l'ex-emperadriu Go-Sakuramachi la hi comprometés. La parella va tenir dos fills, però tots dos van morir abans d'arribar a l'edat adulta. Yoshiko finalment va exercir com a mare oficial de l'hereu adoptat que es convertiria en l'emperador Ninkō. El 1817, l'emperador Ninkō va atorgar a l'emperadriu Yoshiko el títol d'emperadriu vídua després de l'abdicació de l'emperador Kōkaku. Amb la mort del seu marit es va convertir en monja budista i es va canviar de nom a Shin-Seiwa-In (新 清和 院, Shin-seiwa-in) el 1841.
L'emperador Kōkaku va tenir un total de 17 fills (7 fills i 10 filles), però cap d'ells va sobreviure a l'edat adulta. L'únic fill supervivent (el príncep Ayahito) va ser adoptat i es va convertiria en l'emperador Ninkō quan Kōkaku va abdicar del tron.